# Oliete (kommunhuvudort)
Oliete är en kommunhuvudort i Spanien.   Den ligger i provinsen Provincia de Teruel och regionen Aragonien, i den östra delen av landet, 260 km öster om huvudstaden Madrid. Oliete ligger 557 meter över havet och antalet invånare är 474.
Terrängen runt Oliete är huvudsakligen lite kuperad. Oliete ligger nere i en dal. Runt Oliete är det mycket glesbefolkat, med 2 invånare per kvadratkilometer. Närmaste större samhälle är Andorra, 19,2 km öster om Oliete. Omgivningarna runt Oliete är i huvudsak ett öppet busklandskap.